# 尹泰日
尹 泰日（ユン・テイル、윤태일、1918年 - 1982年12月10日）は、満州国および大韓民国の軍人。

## 経歴
1918年6月、大日本帝国京畿道仁川に生まれる。本貫は坡平尹氏。光明中学校卒業。1942年、満州国の新京軍官学校第1期卒業。吉林地区の工兵隊に服務。終戦後、治安が悪化した満州で朝鮮人の生命と財産を保護するために新京保安司令部（司令官：丁一権）が創設され尹は高級副官となった。1946年3月、アメリカ軍政下の朝鮮半島に帰国。同年9月、警備士官学校第2期に入学するが、病気によりわずか数日で退校した。
1948年10月12日、韓国の陸軍士官学校特別第7期卒業、任大尉（軍番11642番）。1949年6月、富平の第1工兵団長。1950年7月、第1軍団第1201工兵団長（中領）。1953年5月、陸軍工兵学校校長。
1954年、第1野戦軍工兵部長（准将）。1958年6月、陸軍大学卒業。同年8月、陸軍本部監察監。1959年4月15日、第36師団長。
1961年5月、ソウル特別市長。同年6月、国防研究院卒業。同年8月、少将。1963年12月、民政移管のため市長を辞任し、中将で予備役編入。
1964年1月、大韓住宅公社総裁。1965年5月、東南アジアを視察。1969年、大韓住宅公社顧問。1973年3月、第9代国会議員（維新政友会）、国会建設委員会委員。1977年7月、オーストラリア及び南米各国を視察。1978年5月、韓国・ノルウェー議員親善協会会員。同年12月、維新政友会3期議員候補から脱落。
2008年4月29日に民族問題研究所と親日人名辞典編纂委員会が発表した親日人名辞典収録対象者軍部門に記載。